# Chalupka Sámuel (esperes)
Chalupka Sámuel (17. század) evangélikus lelkész és az árvai egyházmegye esperese.

## Élete
Chalupka Zsigmond németlipcsei lelkész fia. Bicsén Lányi György vezetése alatt tanult. 1622. május 23-ától Thurzó György segítségével a wittenbergi egyetem hallgatója volt. Hazatérése után 1627. január 7-én pappá szentelték föl, és alsókubini lelkész lett. 1642-ben Tövisfalván (Trnovec), Nyitra vármegyében választották meg papnak és jegyzőnek, 1657-ben pedig Trencsénben lett lelkész.

## Művei
- Threnos domus Guzithianae. Togest: Plaé domu Guzycowského. Trencsin, 1651.
- Communicaveris peccatis alienis. To gest: Kratická sprawa. Uo. 1651.
- Idea Zittkio Johannea. To gest: Obraz pametny Jana Zittkia a neb Kazanj pohřebnj. Uo. 1655. (Gyászbeszéd Zsitka János velicsnai pap és árvamegyei decan fölött a velicsnai templomban.)
- Slzavé krvjlene wdow o syrotku, to gest: Kazanj pohřebnj; Cynéne nad Slowutene wráctný, a wráctne slowutným panem Giřjkem Melclem mladssjm Uo. 1658. (Gyászbeszéd 1658. nov. 29. Melczel György trencséni polgár fiacskája fölött.)
- Kázanj pohrebnj nad přemilym a rosskosným Dtátkem Giřjkem Melclem. Uo. 1659. (Gyászbeszéd 1659. jan. 12. Melczel György felett.)
- Wandrowka, aneb Putowanj prežalostné Kozyni Puchalchy, Samuele Kalupky Manzelky, Uo. 1664. (Nejének tatár fogságba hurcoltatását és Romániából megszabadulását tárgyalja.)